# Quảng trường Přemysl Otakar ở Litovel
Quảng trường Přemysl Otakar ở Litovel (tiếng Séc: Náměstí Přemysla Otakara (Litovel)) là một trong những quảng trường lịch sử, tọa lạc ở trung tâm thị trấn Litovel, vùng Olomouc, Cộng hòa Séc. Quảng trường được đặt theo tên vua Přemysl Otakar II - vị vua thứ năm của Séc.
Quảng trường này là nơi diễn ra các sự kiện văn hóa ở địa phương, chẳng hạn như lễ hội âm nhạc Hanácké Benátky (vào tháng 6) hay lễ hội thắp sáng cây thông Noel (vào tháng 12).

## Vị trí
Quảng trường Přemysl Otakar tiếp giáp với 9 đường phố: Kostelní, Vlašímova, Masarykova, Šafaříkova, Husova, Poděbradova, 1. máje, Boskovicova và Šerhovní. Xung quanh quảng trường còn có các địa điểm du lịch và di tích văn hóa đáng chú ý, chẳng hạn:
- Tòa thị chính (nằm ở phía tây của quảng trường cùng với một tòa tháp cao 65,4 mét)
- Cột Đức Mẹ (tác giả: Václav Render)[6]
- Tòa nhà Lang (Langův Dům - nằm ở phía tây bắc của quảng trường)
- Khách sạn - Nhà máy bia - Nhà hàng Záložna (tên gọi trước đây là U Černého medvěda)[7]
- Các chi nhánh công ty bảo hiểm và ngân hàng.

## Hình ảnh

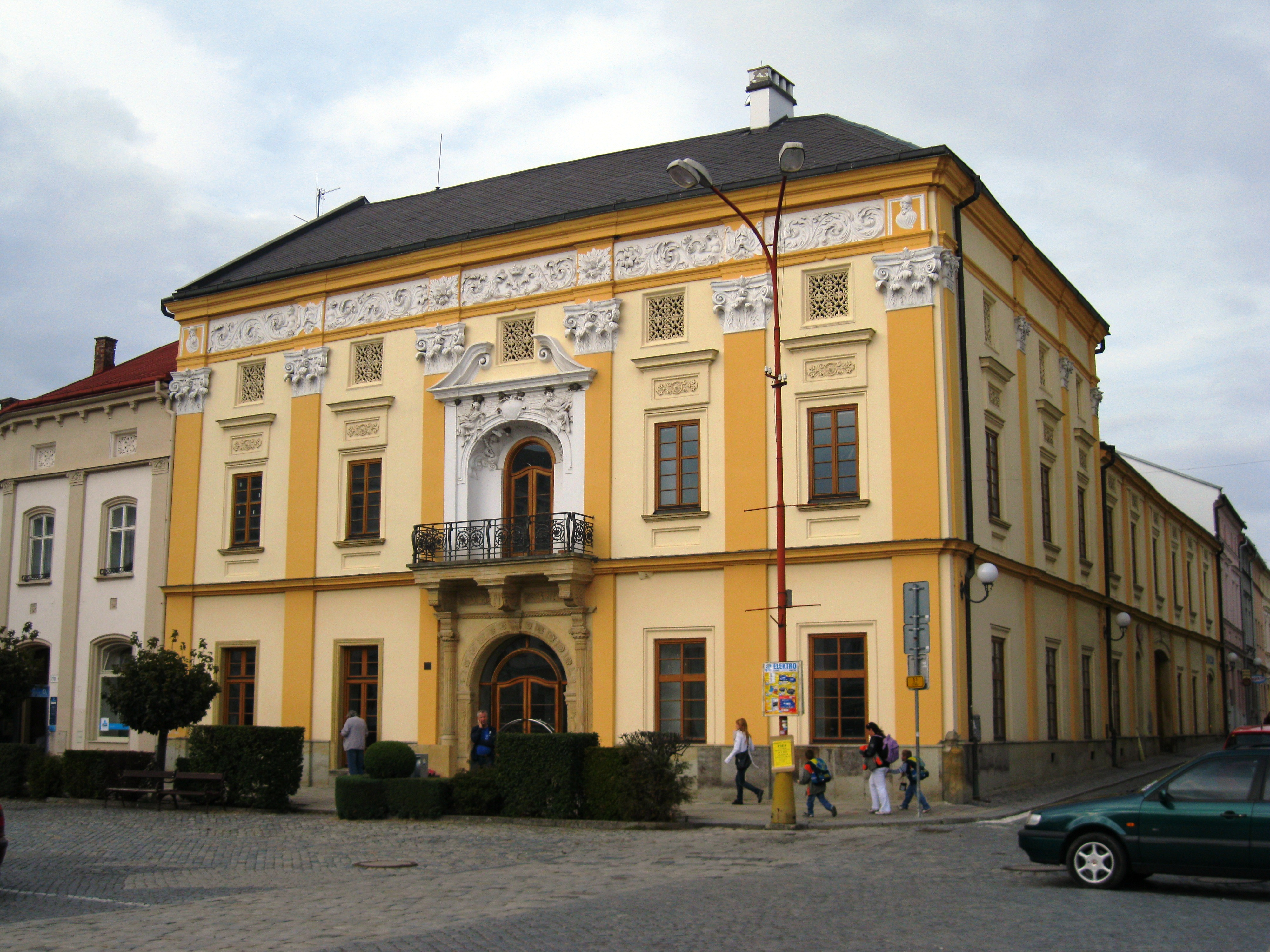
Tòa nhà Lang (2012)
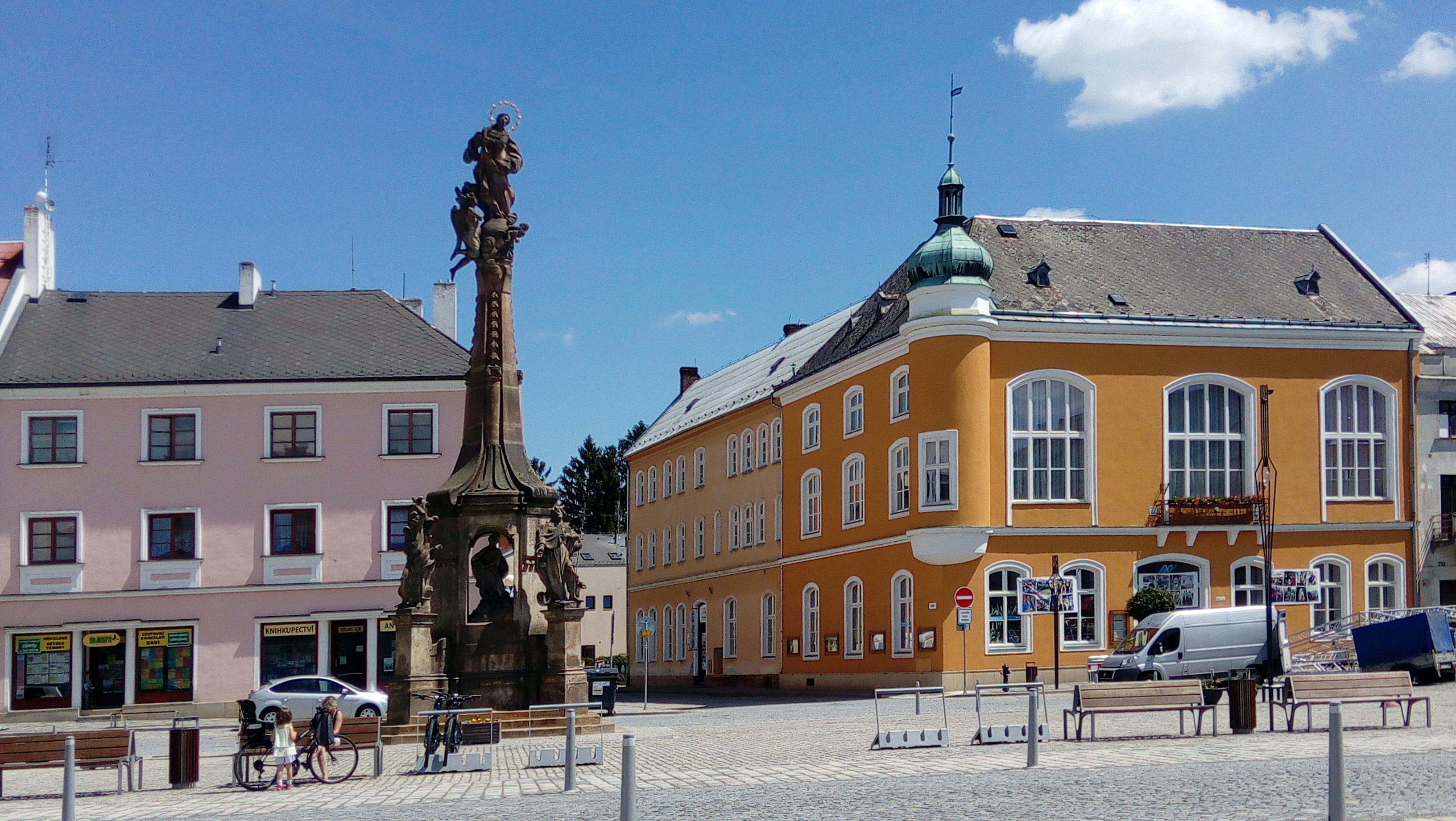
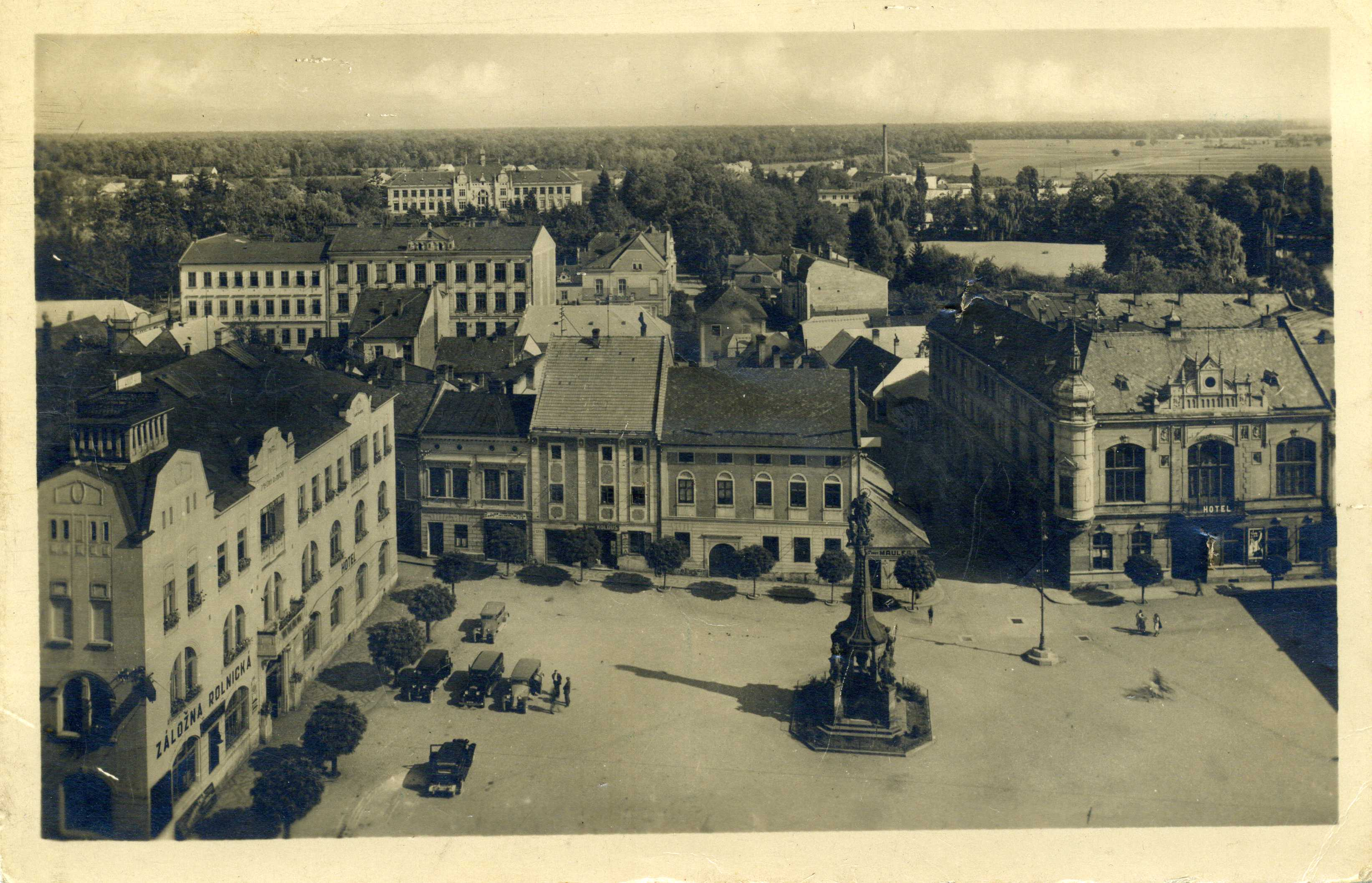
Trước năm 1939
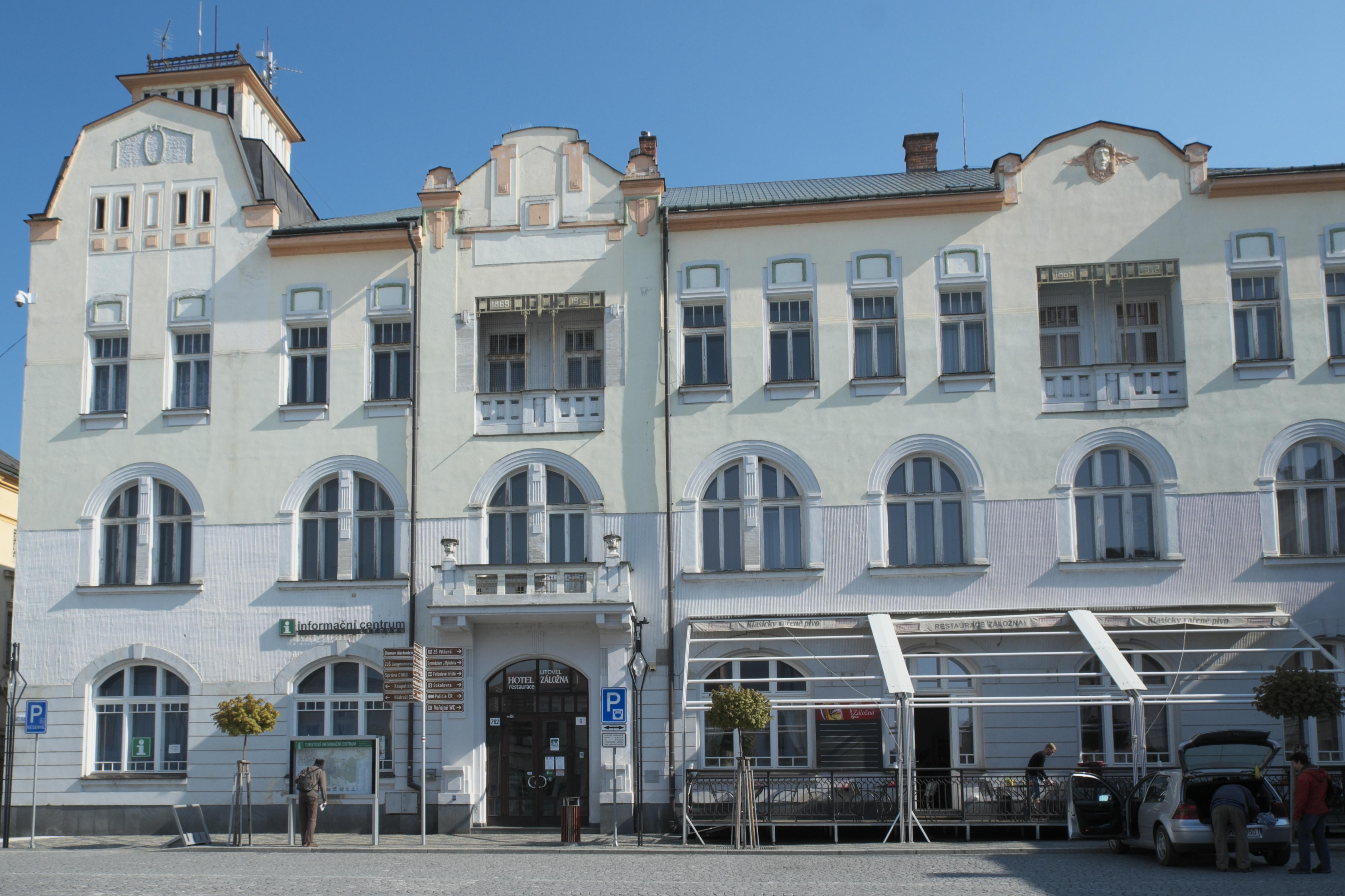
Khách sạn Záložna (2017)
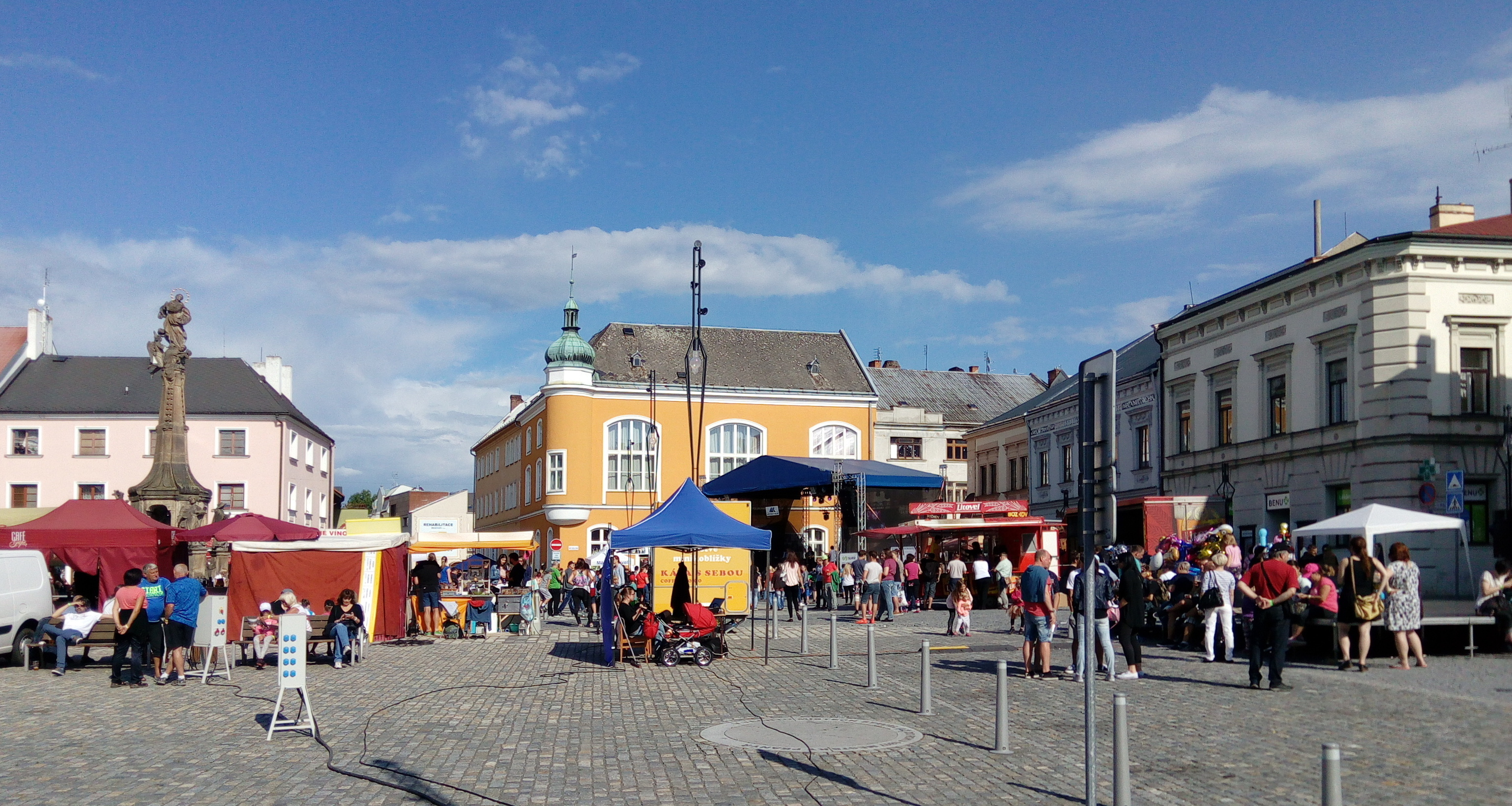
Lễ hội Hanácké Benátky 2017
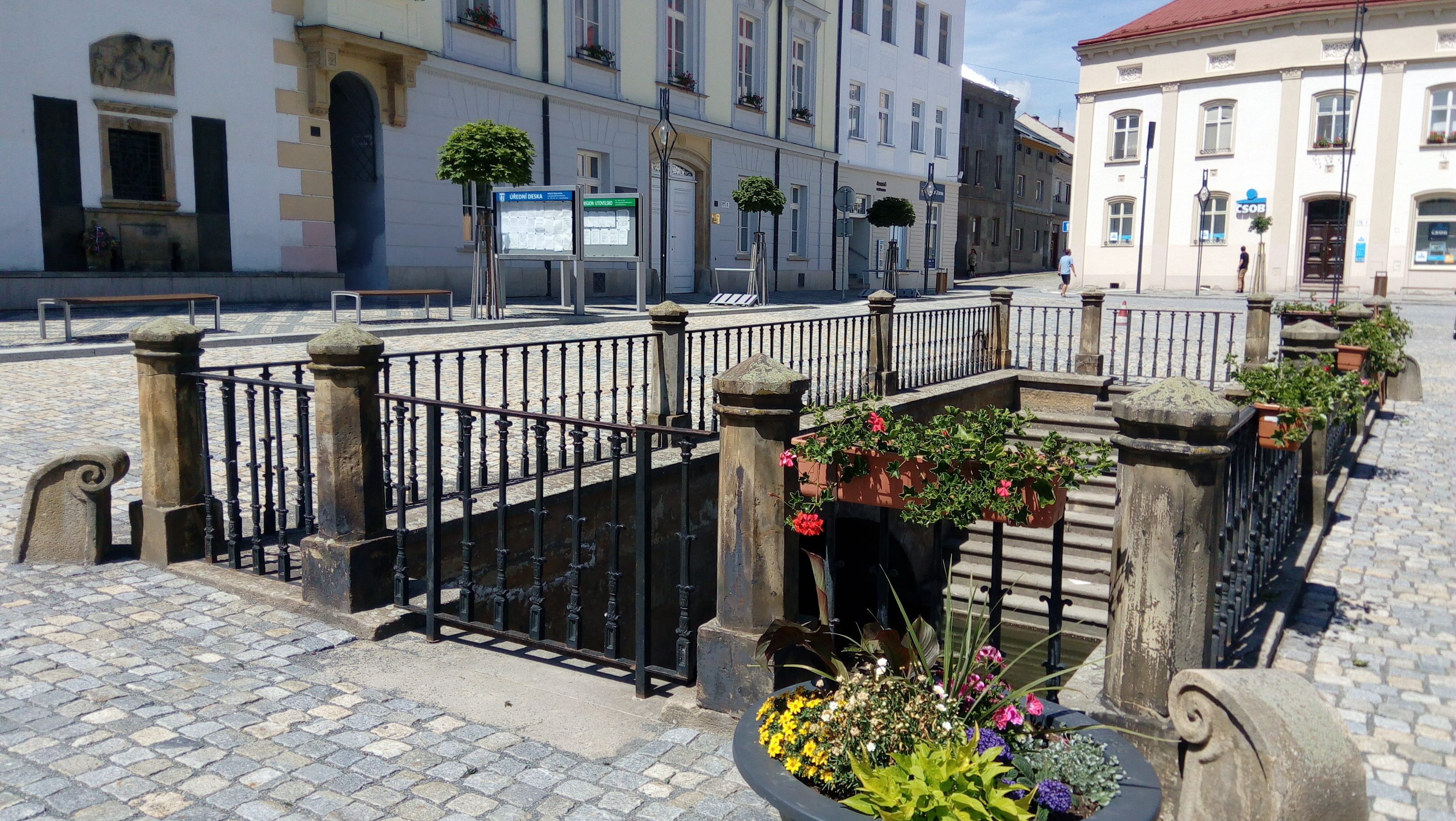